# 赖利氧化反应
赖利氧化反应（英語：Riley oxidation），是以二氧化硒为氧化剂，将与羰基相邻的亚甲基氧化的反应，最初由赖利及其同事于1932年报道。在接下来的十年中，二氧化硒的氧化反应的使用范围迅速扩大；在1939年，吉耶莫纳及其同事发现了烯丙基位的二氧化硒对烯烃的氧化。今天，二氧化硒作为氧化剂，氧化亚甲基为α-酮，以及烯丙基的氧化反应被称为赖利氧化反应。